# Furathiazol
Furathiazol ist eine chemische Verbindung aus der Gruppe der Thiazole und Nitrofurane.

## Gewinnung und Darstellung
Die erste Synthese von Furathiazol wurde 1962 veröffentlicht. Bei dieser reagiert Thioharnstoff mit 2-Bromacetyl-5-nitrofuran zum Hydrobromid von 2-Amino-4-(5-nitro-2-furyl)thiazol, das dann mit Essigsäureanhydrid in Pyridin zu N-[4-(S-nitro-2-furyl)-2-thiazolyl]acetamid acetyliert wurde.

## Eigenschaften
Furathiazol ist ein dunkelgelbes kristallines Pulver und praktisch unlöslich in Wasser.

## Verwendung
Furathiazol wurde in der Medizin bei Blasenentzündungen und Harnsteinen mit Sekundärinfektionen, nach Operationen an den Gallenwegen (Dosis 400 mg pro Tag) und bei bakterieller Enteritis (250–400 mg pro Tag für 3–9 Tage) eingesetzt. Es wird jedoch davon ausgegangen, dass der produzierte Wirkstoff fast ausschließlich in der Veterinärmedizin eingesetzt wurde. Im Jahr 1967 wurde berichtet, dass seine chemotherapeutische Aktivität von der Kristallstrukturform abhängt.

## Sicherheitshinweise
Studien bei Mäusen zeigten eine krebserzeugende Wirkung der Verbindung, wobei lymphatische Leukämie und Plattenepithelkarzinome des Magens beobachtet wurden.

## Regulierung
Über den Safe Drinking Water and Toxic Enforcement Act of 1986 besteht in Kalifornien seit 1. April 1988 eine Kennzeichnungspflicht für Produkte, die Furathiazol enthalten.

## Externe Links zu erwähnten Verbindungen
1. ↑  Externe Identifikatoren von bzw. Datenbank-Links zu 2-Bromacetyl-5-nitrofuran:  CAS-Nr.: 15057-21-3, EG-Nr.: 663-687-1, ECHA-InfoCard: 100.189.972, PubChem: 11241786, ChemSpider: 9416823, Wikidata: Q130616335.
2. ↑  Externe Identifikatoren von bzw. Datenbank-Links zu 2-Amino-4-(5-nitro-2-furyl)thiazol:  CAS-Nr.: 38514-71-5, PubChem: 38052, ChemSpider: 34884, Wikidata: Q63088097.